# Citigroup Centre
Citigroup Centre is het Europees/Aziatisch hoofdkwartier van het financiële bedrijf Citigroup, gelegen in het Londense financiële centrum Canary Wharf. Het centrum heeft voor 170.000 vierkante meter ruimte aan kantoren, door twee samengevoegde gebouwen, 33 Canada Square (bekend onder de naam "CGC1") en 25 Canada Square (bekend onder de naam "CGC2").
CGC1 is de kleine van de twee gebouwen, ontworpen door Norman Foster en afgrond in 1999, twee jaar voor CGC2. Het gebouw is 105 meter hoog en bestaat uit achttien verdiepingen. CGC2 is groter van opzet, met een hoogte van 200 meter en daarmee het op twee na hoogste gebouw van het Verenigd Koninkrijk na The Shard en 1 Canada Square. Het gebouw werd ontworpen door César Pelli & Associates en er werd gebouwd van 1998 tot en met 2001.
Naast dat het gebouw toegankelijk vanaf straatniveau is het gebouw ook ondergronds toegankelijk via het Canada Place-winkelcentrum en het metrostation van Canary Wharf. Omdat het gebouw ook dicht bij de DLR-stations Canary Wharf en Heron Quays ligt is het complex makkelijk te bereiken vanaf het vliegveld en omliggende gebieden.